# Arcidiocesi di Cotrada
L'arcidiocesi di Cotrada (in latino Archidioecesis Cotradensis) è una sede soppressa del patriarcato di Costantinopoli e sede titolare della Chiesa cattolica.

## Storia
Cotrada, nell'odierna Turchia, è un'antica sede arcivescovile autocefala della provincia romana della Panfilia Terza nella diocesi civile di Asia e nel patriarcato di Costantinopoli.
Le Quien, nella sua opera Oriens Christianus, non menziona alcuna sede con questo nome in Panfilia. La sede appare come arcivescovile nella Notitia Episcopatuum dello pseudo-Epifanio (metà del VI secolo). Sono quattro i titolari noti di questa sede e solo a partire dalla fine del VII secolo. Alessandro prese parte al concilio del 680. Teodoro fu tra i padri del cosiddetto concilio in Trullo del 692. Eustrazio o Eustachio assistette al concilio di Nicea del 787, mentre Leone prese parte al sinodo indetto da Michele Cerulario per ripudiare la comunione con i Latini nel 1054.
Dal 1929 Cotrada è annoverata tra le sedi arcivescovili titolari della Chiesa cattolica; la sede è vacante dal 27 aprile 1969.

## Cronotassi

### Arcivescovi greci
- Alessandro † (menzionato nel 680)
- Teodoro † (menzionato nel 692)
- Eustrazio † (menzionato nel 787)
- Leone † (menzionato nel 1054)

### Arcivescovi titolari
- Elie-Jean-Joseph Morel, M.E.P. † (16 agosto 1929 - 15 giugno 1948 deceduto)
- Hugo Bressane de Araújo † (3 settembre 1951 - 7 ottobre 1954 nominato arcivescovo, titolo personale, di Marília)
- Henry Patrick Rohlman † (2 dicembre 1954 - 13 settembre 1957 deceduto)
- Johann Baptist Dietz † (2 ottobre 1958 - 11 dicembre 1959 deceduto)
- Antonio José Jaramillo Tobón † (31 marzo 1960 - 27 aprile 1969 deceduto)